# Аргентино-казахстанские отношения
Аргентино-казахстанские — двусторонние отношения Аргентины и Казахстана были начаты 25 июня 1993 года подписанием протокола «Об установлении дипломатических отношений между Аргентинской Республикой и Республикой Казахстан».

## Торговля
В 2016 году экспорт Аргентины составил 7,5 млн долларов США, тогда как импорт из Казахстана составил 3 млн долларов США. В 2016 году положительное сальдо торгового баланса Аргентины составило 4,6 млн долларов США.
Объем двусторонней торговли в 2016 году достиг приблизительно 10 миллионов долларов США (источник: argexim). Основными товарами, экспортируемыми из Аргентины в Казахстан в 2016 году, были грузоподъемные машины и оборудование, конина и бесшовные трубы.
В 2016 году на массовый сектор пришлось 84% общего объема импорта Аргентины из Казахстана.

## Визовый режим
Между Казахстаном и Аргентиной установлен 30-дневный безвизовый режим.

## Ссылка
1. ↑  Аргентина Республикасының СІМ. Қазақстан (каз.). Дата обращения: 16 сентября 2023. Архивировано 10 декабря 2023 года.